# Daniel Samohin
Daniel Samohin (hebräisch דניאל סמוכין; * 12. März 1998 in Tel Aviv) ist ein israelischer Eiskunstläufer, der im Einzellauf startet. Er ist zweimaliger israelischer Meister und vertrat Israel bei den Olympischen Winterspielen 2018. Samohin lebt und trainiert in den USA, für die er in seiner Kindheit antrat. 2024 wechselte er zum US-amerikanischen Verband zurück.

## Karriere
Samohins Trainer ist sein Vater Igor Samohin. Seine Choreografin ist seine Mutter Irina Samohina. Auch sein Bruder Stanislav ist Eiskunstläufer.
Daniel Samohin gab 2013 sein internationales Debüt beim Junioren-Grand-Prix in Mexiko und wurde auf Anhieb Dritter.
2015 debütierte Samohin bei Europameisterschaften. In Stockholm erreichte er den zehnten Platz. Bei der Europameisterschaft 2016 verbesserte er sich auf den siebten Platz, der sein bestes Ergebnis bei einer Europameisterschaft blieb.
2016 wurde Samohin in Debrecen als erster Israeli Juniorenweltmeister. Nach dem Kurzprogramm hatte er noch auf dem neunten Platz gelegen, bevor er sich mit der mit Abstand besten Kür, die drei erfolgreich gelandete Vierfach-Sprünge enthielt, zum Titel kämpfte.
In der Saison 2016/17 erhielt Samohin seine ersten Einladungen in die ISU-Grand-Prix-Serie, in der er einen 8. und einen 5. Platz erreichte. Auf dem Weg zu den Eiskunstlauf-Europameisterschaften 2017 ging Samohins Gepäck bei der Anreise verloren und er erhielt seine Schlittschuhe nicht rechtzeitig zum Wettbewerb. Er trat deshalb in den Schlittschuhen seines Bruders an. Samohin wurde so nur 33. im Kurzprogramm und konnte sich nicht für die Kür qualifizieren.
Im folgenden Jahr nahm Samohin erstmals an einer Weltmeisterschaft teil. Er erreichte dort den 20. Platz. Samohin erhielt neben Oleksij Bytschenko den zweiten israelischen Startplatz für die Olympischen Winterspiele 2018. Er lag dort nach dem Kurzprogramm auf dem 18. Platz. Durch einen 11. Platz in der Kür konnte er sich auf den 13. Gesamtrang verbessern, nur zwei Plätze hinter Bytschenko, der 11. wurde.
In der Saison 2018/19 wurde Samohin zum zweiten Mal israelischer Meister. Er zum letzten Mal an den Europa- und Weltmeisterschaften teil, wo er 13. bzw. 24. wurde.
In der folgenden Saison trat Samohin in der Grand-Prix-Serie teil, musste aber beim Cup of Russia aufgrund einer Verletzung seine Teilnahme nach dem Kurzprogramm abbrechen. Bei den israelischen Meisterschaften wurde er Zweiter hinter Mark Gorodnitsky.
2020 konnte Samohin, der um diese Zeit in San Diego trainierte, an Skate America teilnehmen, das aufgrund der COVID-19-Pandemie in diesem Jahr nur inländisch anreisende Teilnehmende erlaubte. Die israelischen Meisterschaften fanden nicht statt.
In der Saison 2021/22 wurde Samohin bei den israelischen Meisterschaften Dritter hinter Gorodnitsky und Bytschenko. International trat er nur in kleineren Wettbewerben an.
Nach einer Saison Pause vermeldete der US-amerikanische Eislaufverband im Januar 2024 Daniel Samohins Rückkehr in den Verband: Er werde nun zum ersten Mal seit 2013 an einem nationalen Wettbewerb der USA teilnehmen. Er erreichte dort den 12. Platz. International trat er in dieser Saison nicht an.

## Ergebnisse
| Wettbewerb / Saison                     | 2012/13 | 2013/14 | 2014/15 | 2015/16 | 2016/17 | 2017/18 | 2018/19 | 2019/20 | 2020/21 | 2021/22 |  | 2023/24 |
| --------------------------------------- | ------- | ------- | ------- | ------- | ------- | ------- | ------- | ------- | ------- | ------- |  | ------- |
| Internationale Meisterschaften          |         |         |         |         |         |         |         |         |         |         |  |         |
| Olympische Winterspiele                 |         |         |         |         |         | 13.     |         |         |         |         |  |         |
| Weltmeisterschaften                     |         |         |         |         |         | 20.     | 24.     |         |         |         |  |         |
| Europameisterschaften                   |         |         | 10.     | 7.      | 33.     | 26.     | 13.     |         |         |         |  |         |
| GP Skate America                        |         |         |         |         |         | Z       |         |         | 12.     |         |  |         |
| GP Grand Prix de France                 |         |         |         |         |         |         | 10.     | 10.     |         |         |  |         |
| GP Skate Canada                         |         |         |         |         | 5.      |         | 8.      |         |         |         |  |         |
| GP Cup of China                         |         |         |         |         | 8.      |         |         |         |         |         |  |         |
| GP Cup of Russia                        |         |         |         |         |         | 12.     |         | Z       |         |         |  |         |
| Internationale Junioren Meisterschaften |         |         |         |         |         |         |         |         |         |         |  |         |
| Juniorenweltmeisterschaften             |         | 12.     | 8.      | 1.      | 6.      |         |         |         |         |         |  |         |
| Junior-Grand-Prix-Finale                |         |         |         | 5.      |         |         |         |         |         |         |  |         |
| Bavarian Open                           |         | 2.      |         |         |         |         |         |         |         |         |  |         |
| Nationale Meisterschaften               |         |         |         |         |         |         |         |         |         |         |  |         |
| Israelische Meisterschaften             |         |         | 1.      | 2.      | 2.      |         | 1.      | 2.      |         | 3.      |  |         |
| US-Meisterschaften                      | 4.N     |         |         |         |         |         |         |         |         |         |  | 12.     |
| Z = Teilnahme zurückgezogen             |         |         |         |         |         |         |         |         |         |         |  |         |

N=Novizen